# Seznam obcí Spišské župy
Seznam obcí ležících na území bývalé Spišské župy. Obce jsou rozděleny podle současných okresů a uvedeny pod současným jménem.

## Slovenská Spiš
Okres Gelnica
- Města: Gelnica, Margecany (bez k.ú. Rolova Huta), Nálepkovo (ještě jako Vondrišel)
- Obce: Helcmanovce, Henclová (jen část Tichý Potok, v roce 1925 spojený s Henclovou patriacií do Gemeru), Hrišovce, Jaklovce, Kluknava, Kojšov, Mníšek nad Hnilcom, Prakovce, Richnava, Smolnícka Huta, Smolník, Stará Voda, Švedlár, Úhorná (od roku 1880 Gemersko-Malohontská župa), Veľký Folkmar, Závadka, Žakarovce

Okres Kežmarok
- Města: Kežmarok, Spišská Belá, Spišská Stará Ves
- Obce: Abrahámovce, Bušovce, Červený Kláštor, Havka, Holumnica, Hradisko, Huncovce, Ihľany, Javorina (vojenský obvod) (zaniknuté obce Levočská Dolina, Ihla, Sypková; Blažov patřil do Šariše), Jezersko, Jurské, Krížová Ves, Lechnica, Lendak, Ľubica, Majere, Malá Franková, Malý Slavkov, Matiašovce, Mlynčeky, Osturňa, Podhorany, Rakúsy, Reľov, Slovenská Ves, Spišské Hanušovce, Stará Lesná, Stráne pod Tatrami, Toporec, Tvarožná, Veľká Franková, Veľká Lomnica, Vlková, Vlkovce, Vojňany, Vrbov, Výborná, Zálesie, Žakovce

Okres Košice-okolí
- Opátka, Štós (od roku 1882 Abovsko-Turnianská župa)

Okres Levoča
- Města: Levoča, Spišské Podhradie
- Obce: Baldovce, Beharovce, Bijacovce, Brutovce, Buglovce, Dlhé Stráže, Doľany, Domaňovce, Dravce, Dúbrava, Granč-Petrovce, Harakovce, Jablonov, Klčov, Korytné, Kurimany, Lúčka, Nemešany, Nižné Repaše, Oľšavica, Ordzovany, Pavľany, Poľanovce, Pongrácovce, Spišský Hrhov, Spišský Štvrtok, Studenec, Torysky, Uloža, Vyšné Repaše, Vyšný Slavkov

Okres Poprad
- Města: Poprad, Svit, Vysoké Tatry (bez Štrbského Plesa, Liptov)
- Obce: Batizovce, Gánovce, Gerlachov, Hozelec, Hôrka, Hranovnica, Jánovce, Kravany, Lučivná, Mengusovce, Mlynica, Nová Lesná, Spišské Bystré, Spišský Štiavnik, Spišská Teplica, Štôla, Šuňava, Švábovce, Tatranská Javorina, Veľký Slavkov, Vikartovce, Vydrník, Ždiar

Okres Rožňava
- Obce: Stratená, Dedinky (ještě jako Imrichovce a Štefanovce)

Okres Spišská Nová Ves
- Města: Krompachy, Spišská Nová Ves, Spišské Vlachy
- Obce: Arnutovce, Betlanovce, Bystrany, Danišovce, Harichovce, Hincovce, Hnilčík, Hnilec, Hrabušice, Chrasť nad Hornádom, Jamník, Kaľava, Kolinovce, Letanovce, Lieskovany, Markušovce, Matejovce nad Hornádom, Mlynky, Odorín, Olcnava, Oľšavka, Poráč, Rudňany, Slatvina, Slovinky, Smižany, Spišské Tomášovce, Spišský Hrušov, Teplička, Vítkovce, Vojkovce, Žehra

Okres Stará Ľubovňa
- Města: Podolínec, Stará Ľubovňa
- Obce: Forbasy, Haligovce, Hniezdne, Hraničné, Chmeľnica, Jakubany, Jarabina, Kamienka, Kolačkov, Kremná, Lacková, Lesnica, Litmanová, Lomnička, Mníšek nad Popradom, Nižné Ružbachy, Nová Ľubovňa, Plaveč, Stráňany, Sulín (jen k.ú. Veľký Sulín), Veľká Lesná, Veľký Lipník, Vyšné Ružbachy

## Polská Spiš
- Obce: Czarna Góra (Černá hora), Dursztyn (Durštín), Falsztyn (Falštín), Frydman, Jurgów (Jurgov), Kacwin (Kacvín), Krempachy (Krempachy), Łapszanka (Lapšanka), Łapsze Niżne (Dolní Lapše), Łapsze Wyżne (Horní Lapše), Niedzica (Nedeca), Nowa Biała (Nová Bělá), Rzepiska (Řepiska), Trybsz (Trybš)